# Raúl Mendiola
Raúl Mendiola (Ciudad Juárez, Chihuahua, México; 18 de mayo de 1994) es un futbolista mexicano. Juega de centrocampista.

## Trayectoria
Mendiola entró en las inferiores del LA Galaxy en 2011, y fichó por el primer equipo como jugador de cantera el 20 de febrero de 2014. Debutó profesionalmente con el LA Galaxy II, equipo reserva del club, el 22 de marzo de 2014 contra el Orange County Blues por la USL Pro. El 17 de mayo debutó por el primer equipo contra el Houston Dynamo por la MLS.
El 31 de mayo de 2018, el centrocampista mexicano fichó por Las Vegas Lights de la USL.
Para la temporada 2019, fichó por el Reno 1868 de la USL Championship el 10 de diciembre de 2018.
Solo jugó un año en Reno, y para la temporada 2020 de la USL fichó por la nueva franquicia, el San Diego Loyal SC.
El 23 de julio de 2020 el jugador regresó a Las Vegas Light.

## Estadísticas
Actualizado al último partido disputado el 26 de julio de 2020.
| LA Galaxy Estados Unidos                                                                       |               |               |     |    |   |   |   |    |     |    |
| 1.ª                                                                                            | 2014          | 3             | 0   | -  | - | - | - | 3  | 0   |    |
| 1.ª                                                                                            | 2015          | 0             | 0   | 3  | 0 | 3 | 1 | 6  | 1   |    |
| 1.ª                                                                                            | 2016          | 6             | 0   | 3  | 1 | - | - | 9  | 1   |    |
| 1.ª                                                                                            | 2017          | 4             | 0   | 2  | 0 | - | - | 6  | 0   |    |
| Total club                                                                                     | Total club    | 13            | 0   | 8  | 1 | 3 | 1 | 24 | 2   |    |
| LA Galaxy II Estados Unidos                                                                    |               |               |     |    |   |   |   |    |     |    |
| 2.ª                                                                                            | 2014          | 20            | 2   | -  | - | - | - | 20 | 2   |    |
| 2.ª                                                                                            | 2015          | 23            | 4   | -  | - | - | - | 23 | 4   |    |
| 2.ª                                                                                            | 2016          | 17            | 2   | -  | - | - | - | 17 | 2   |    |
| 2.ª                                                                                            | 2017          | 13            | 1   | -  | - | - | - | 13 | 1   |    |
| Total club                                                                                     | Total club    | 73            | 9   | 0  | 0 | 0 | 0 | 73 | 9   |    |
| Las Vegas Lights Estados Unidos                                                                |               |               |     |    |   |   |   |    |     |    |
| 2.ª                                                                                            | 2018          | 22            | 10  | 0  | 0 | - | - | 22 | 10  |    |
| Reno 1868 Estados Unidos                                                                       |               |               |     |    |   |   |   |    |     |    |
| 2.ª                                                                                            | 2019          | 29            | 4   | 1  | 0 | - | - | 30 | 4   |    |
| Total club                                                                                     | Total club    | 29            | 4   | 1  | 0 | 0 | 0 | 30 | 4   |    |
| San Diego Loyal Estados Unidos                                                                 |               |               |     |    |   |   |   |    |     |    |
| 2.ª                                                                                            | 2020          | 1             | 0   | 0  | 0 | - | - | 1  | 0   |    |
| Total club                                                                                     | Total club    | 1             | 0   | 0  | 0 | 0 | 0 | 1  | 0   |    |
| Las Vegas Lights Estados Unidos                                                                |               |               |     |    |   |   |   |    |     |    |
| 2.ª                                                                                            | 2020          | 1             | 0   | 0  | 0 | - | - | 1  | 0   |    |
| Total club                                                                                     | Total club    | 23            | 10  | 0  | 0 | 0 | 0 | 23 | 10  |    |
| Total carrera                                                                                  | Total carrera | Total carrera | 139 | 23 | 9 | 1 | 3 | 1  | 151 | 25 |
| (1) Incluye datos de la U.S. Open Cup (2) Incluye datos de la Liga de Campeones de la CONCACAF |               |               |     |    |   |   |   |    |     |    |

## Palmarés

### Títulos nacionales
| Título   | Club      | País           | Año  |
| -------- | --------- | -------------- | ---- |
| Copa MLS | LA Galaxy | Estados Unidos | 2014 |